# Kenshi
Kenshi Takahashi è un personaggio della serie di videogiochi Mortal Kombat.

## Storia

### Prima linea temporale
Nato combattente, Kenshi passa la prima parte della sua vita girovagando per il mondo alla ricerca di guerrieri in grado di sfidarlo, allo scopo di aumentare il proprio orgoglio. Un giorno, Kenshi incontrò Song, che lo convinse che un grande guerriero necessita di una grande spada, così lo guidò attraverso un santuario dove si trovava una spada leggendaria che, a detta di Song, avrebbe aumentato le capacità di chi la possedeva. Kenshi si impossessò della spada, ma venne sopraffatto dalla forza delle anime che da essa vennero rilasciate, le quali lo resero cieco per sempre. Song si rivelò quindi essere nessun altro che Shang Tsung, il quale assorbì tutte le anime rilasciate e lasciò Kenshi al suo destino, che pareva essere la morte. Tuttavia la spada richiamò Kenshi e gli parlò, portandolo alla sua tomba e alle proprie origini. La spada apparteneva in origine a una lunga stirpe di guerrieri della quale Kenshi era discendente, e il santuario nel quale si trovava la spada era il luogo di riposo delle anime dei suoi antenati, le stesse che erano state assorbite da Shang Tsung.
Kenshi si allenò per circa 10 anni per migliorare i suoi restanti sensi, allo scopo di vendicare i suoi antenati. Questo obiettivo lo portò alle Forze Speciali.
Le abilità speciali di Kenshi impressionano Jax Briggs e Sonya Blade, i quali cercavano dei guerrieri capaci di contrastare l'Alleanza Mortale guidata da Shang Tsung e Quan Chi. Kenshi sente ormai vicina la possibilità di vendicarsi dell'affronto subito. Dopo molteplici prove, test ed esaminazioni, Kenshi entra a far parte dell'Outer World Investigation Agency.
La sua opportunità di vendetta sembra arrivare quando gli viene assegnata la missione di trovare Cyrax, un cyborg del Lin Kuei anch'egli alleato delle Forze Speciali. In un viaggio nell'Outworld, egli incontra Ermac e lo sconfigge, e lo libera dal controllo di Shao Kahn. Come ricompensa, Ermac gli dona il potere della telecinesi; grazie ad essa, Kenshi scopre l'Alleanza Mortale e i suoi piani, ma non riesce a contattare la OWIA, visto che era stata attaccata da Hsu Hao. Sfortunatamente, l'Alleanza Mortale lo percepisce e manda Mavado a ucciderlo. Mavado affronta Kenshi, lo sconfigge e lo lascia morente.
Ma il guerriero Lin Kuei Sub-Zero lo trova e lo cura. Kenshi, come ringraziamento, si allea con Sub-Zero per trovare un portale che li riporterebbe a casa, e ciò li rende amici. Alla morte di Shang Tsung, Quan Chi e Raiden, causata da quest'ultimo nel tentativo di uccidere Onaga (del tutto inutile perché distrugge sì la sua armata ma non scalfisce Onaga), Kenshi percepisce le anime dei suoi antenati che tornano nella sua spada, segno che la sua vendetta si è compiuta. Ma nonostante sia alleato sia di Sub-Zero sia delle Forze Speciali, egli rinuncia alla posizione di militare e all'alleanza, diventando un guerriero solitario.
Kenshi ritorna così nell'Earthrealm, dove grazie alla sua spada è ormai pronto a combattere la criminalità e la corruzione, combattendola soprattutto di notte, favorito dalle tenebre. Kenshi sconfigge molte organizzazioni criminali. Alla fine, egli intercetta un messaggio in codice di Mavado, contenente i piani di cattura del semidio Taven. Prima che riesca a localizzare la posizione del Drago Rosso, sopraggiunge Johnny Cage che gli chiede di unirsi alle forze del bene per contrastare quelle malvagie del dio decaduto Shinnok. Tuttavia Kenshi rifiuta, perché ciò significherebbe un'ulteriore lotta tra bene e male.
Mentre Kenshi si incammina verso il covo del Drago Rosso nel tentativo di vendicarsi di Mavado, ha una premonizione che lo rende consapevole della missione di Taven e Daegon, ossia di uccidere Blaze. La spada inoltre gli consiglia di unirsi alle forze del bene nel conflitto imminente. Conscio di ciò, Kenshi decide di guidare le armate del bene in battaglia.
Durante la battaglia dell'Armageddon, Kenshi uccide Sheeva, e procede nel suo cammino. Sopraggiunge Quan Chi che lo combatte e lo sconfigge. Shang Tsung però respinge Quan Chi e finisce Kenshi.
Nel suo finale in Mortal Kombat: Armageddon, egli uccide Blaze e non solo riacquista finalmente la vista, ma vede potenziati anche i suoi poteri telecinetici, ma a causa di ciò, egli sente e vede oltre i propri limiti, così si ritira in una grotta buia e insonorizzata.

### Seconda linea temporale
Egli appare anche in Mortal Kombat IX come personaggio scaricabile. Nel finale uccide Shao Kahn e salva l'Earthrealm dall'Armageddon. La sua vendetta, però, non si è ancora compiuta, in quanto Shang Tsung si è nascosto nell'Outworld. Jax gli permette l'accesso a un nuovo portale aperto apposta per il viaggio attraverso i reami. Dopo varie missioni, Kenshi localizza finalmente Shang Tsung, e lo sconfigge trafiggendolo con la sua Sento. La spada assorbe anche le anime degli antenati di Kenshi che erano state assimilate da Shang Tsung. Kenshi ha ormai compiuto la sua vendetta, e lascia Shang Tsung a morire.
In Mortal Kombat X, Kenshi è un consulente delle Forze Speciali, e ha un figlio, Takeda Takahashi, che fa parte della squadra della figlia di Johnny Cage, Cassie Cage. Nella Storia, Kenshi aiuta le Forze Speciali a fronteggiare l'invasione del Regno Occulto. Inoltre lascia Takeda nelle mani del Gran Maestro Hanzo Hasashi (Scorpion) mentre lui rintraccia gli assassini di sua moglie, Suchin. Più volte nella Storia, vediamo che Takeda e Kenshi comunicano telepaticamente.
Nel suo finale arcade, dopo aver sconfitto Shinnok, Kenshi e Takeda cercano gli assassini di Suchin. I loro viaggi li conducono a una caverna dove liberano Taven, rinchiuso in una stalagmite. Taven racconta che è stato suo fratello Daegon a uccidere Suchin. Taven, Kenshi e Takeda rintracciano Daegon nella base del suo clan, il Dragone Rosso, e li Kenshi uccide Daegon, vendicando in tal modo l'assassinio di Suchin.

## Apparizioni
- Mortal Kombat: Deadly Alliance
- Mortal Kombat: Deception
- Mortal Kombat: Unchained
- Mortal Kombat: Armageddon
- Mortal Kombat IX (DLC)
- Mortal Kombat X
- Mortal Kombat 11 (cameo)